# Rebecca Cann
Rebecca L. Cann (Burlington, Iowa, 1951) é uma geneticista que obteve um breakthrough científico sobre variação DNA mitocondrial  evolução humana, popularmente denominado Eva mitocondrial. Sua descoberta que todos os sers humanos vivos são geneticamente descendentes de uma única mãe africana que viveu há 6 mil anos tornou-se fundamento da hipótese da origem única, a mais aceita explanação sobre a origem dos humanos anatomicamente modernos. É atualmente professora do Departamento de Biologia Celular e Molecular da University of Hawaii at Manoa.